# Gaj (powiat bartoszycki)
Gaj (niem. Grünhof) – osada w Polsce położona w województwie warmińsko-mazurskim, w powiecie bartoszyckim, w gminie Sępopol. Wieś jest częścią składową sołectwa Lipica. W latach 1975–1998 miejscowość należała administracyjnie do województwa olsztyńskiego.

## Historia
Do 1945 r, wieś nosiła nazwę Grünhof.
Dawny majątek ziemski, po 1945 PGR. W 1983 r. było tu 16 domów i 171 mieszkańców. W tym czasie we wsi był punkt biblioteczny, ulice miay elektryczne oświetlenie a wieś miała wodociągi na długości 1100 m.